# Nanyang
Nanyang (南阳S, NányángP) è una città con status di prefettura della provincia dello Henan, nella Cina centro-orientale.
Si estende su una superficie di 26.600 km² con una popolazione di 10.700.00 abitanti nel 2006. Confina a sud-est con Xinyang, a est con Zhumadian, a nord-est con Pingdingshan, a nord con Luoyang, a nord-ovest con Sanmenxia, a ovest con la provincia di Shaanxi e a sud con la provincia dello Hubei.
Uova di dinosauro sono state scoperte nel suo bacino.
Nel 2010 Hu Xingdou, professore di economia del Politecnico di Pechino, l'ha proposta come nuova capitale.

## Geografia antropica

### Suddivisioni amministrative
- Distretto di Wolong (卧龙区)
- Distretto di Wancheng (宛城区)
- la città di Dengzhou (邓州市)
- Contea di Nanzhao (南召县)
- Contea di Fangcheng (方城县)
- Contea di Xixia (西峡县)
- Contea di Zhenping (镇平县)
- Contea di Neixiang (内乡县)
- Contea di Xichuan (淅川县)
- Contea di Sheqi (社旗县)
- Contea di Tanghe (唐河县)
- Contea di Xinye (新野县)
- Contea di Tongbai (桐柏县)

## Amministrazione

### Gemellaggi
- Asti, dal 2023[2]